# Franco Devescovi
Franco Devescovi (Trieste, Italia, 7 de mayo de 1943) es un dibujante de cómic y pintor italiano.

## Biografía
Debutó como historietista a finales de 1969, iniciando una productiva colaboración con la editorial Universo. Tres años después, empezó a trabajar para el Corriere dei Ragazzi. En 1976 volvió a la Universo, donde además de historias libres dibujó series como Billy Bis, Cristall, Commissario Norton o Black Rider. En 1984 decidió dedicarse exclusivamente a la pintura y empezó a trabajar para el mercado alemán gracias a un galerista de Múnich. Sin embargo, en 1986 volvió al mundo de los cómics. En 1990, comenzó a trabajar para la editorial Bonelli, ilustrando principalmente episodios de Martin Mystère y, ocasionalmente, historias de Mister No, Zagor y un Almanacco del West de Tex.